# Betty Allan
Pour les articles homonymes, voir Allan.
Frances Elizabeth Allan (1905-1952) est une statisticienne australienne. Elle était connue comme la première statisticienne au Commonwealth Scientific and Industrial Research Organisation (CSIRO), comme « la fondatrice efficace de la division CSIRO des mathématiques et des statistiques » et pour son plaidoyer en faveur de la biométrie .

## Enfance et formation
Betty Allan est née le 11 juillet 1905 à Saint-Kilda ; ses parents étaient tous deux journalistes à The Argus et elle était l'une de leurs quatre filles,. En tant qu'écolière, elle est scolarisée à la Melbourne Girls Grammar. Elle a étudié les mathématiques à l'université de Melbourne,, obtenant un bachelor en 1926 et une maîtrise en 1928 pour son travail avec John Henry Michell sur les ondes solitaires sur les interfaces liquide-liquide. Elle a voyagé grâce à une bourse au Newnham College de Cambridge,, où elle a travaillé avec Ronald Aylmer Fisher et John Wishart sur les statistiques agricoles.

## Carrière
De retour en Australie en 1930, elle devient biométricienne à la Division de l'industrie végétale du Commonwealth Scientific and Industrial Research Organisation (CSIRO). Pendant son séjour au CSIRO, elle a également enseigné au Canberra University College (en) et à l'Australian Forestry School . En 1935, elle a aidé à fonder l'Institut australien de science agricole. En 1940, elle a épousé le botaniste du CSIRO Patrick Joseph Calvert et a été forcée de prendre sa retraite par les lois de l'époque, qui interdisaient aux femmes mariées de faire partie de la fonction publique,.
Durant la guerre elle continue à enseigner à temps partiel à la Forestry School et travailler à temps partiel pour le Bureau of Census and Statistics. Après la naissance de son fils en 1941, elle est active dans les organisations communautaires de Canberra venant en aide aux mères et aux enfants. Elle est secrétaire de la Canberra Nursery Kindergarten Society (1943-1944) et présidente de la Canberra Mothercraft Society (1944-1946).
Elle meurt le 6 août 1952 à Canberra.

## Reconnaissances
Le centre de données Betty-Allan du Queensland Center for Advanced Technologies du CSIRO porte son nom. En 2019, la Société statistique d'Australie et Data61 ont créé un prix de voyage conjoint nommé en son honneur.